# Wasseranalyse

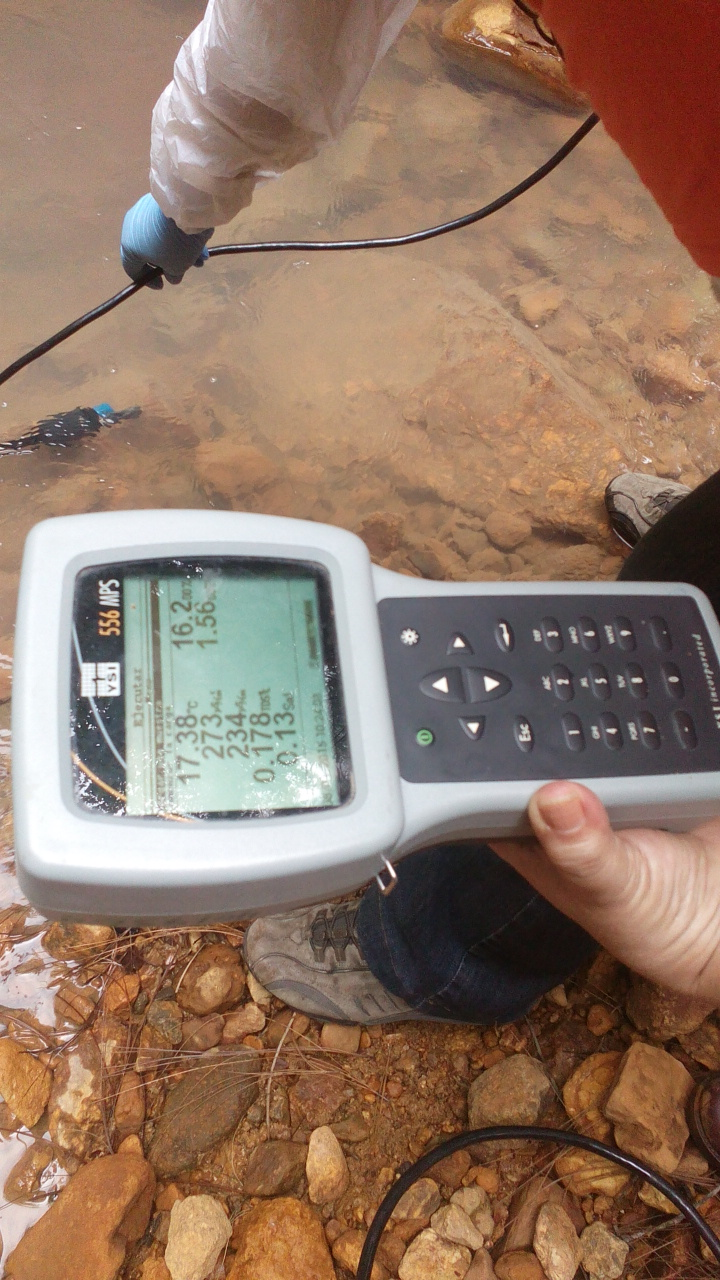
Wasseranalyse vor Ort

Wasseranalysen dienen der Bestimmung chemischer, physikalischer und mikrobiologischer Parameter, die die Beschaffenheit der jeweiligen Probe beschreiben. Solche Analysen erfolgen beispielsweise bei der Bewertung von Grundwasser, Heilwasser, Quellwasser und Ähnlichem. Von besonderer Bedeutung sind Wasseranalysen beim Trink- bzw. Rohwasser. Hier sind Anzahl und Umfang der Analysen in vielen Ländern gesetzlich vorgeschrieben, in Deutschland durch die Trinkwasserverordnung. Ein weiterer wichtiger Anwendungsbereich ist die Fischerei.
Am häufigsten wird Wasser nach Chlorid, Sulfat, Nitrat, Nitrit, Ammonium, dem pH-Wert, dem Sauerstoffgehalt, der elektrischen Leitfähigkeit, dem Phosphatgehalt und der Wasserhärte untersucht. Häufig untersucht werden auch die sogenannten Summenparameter. Darunter fallen beispielsweise die organische Belastung, also der TOC, der Chemische Sauerstoffbedarf oder die Oxidierbarkeit durch Kaliumpermanganat sowie der Biologische Sauerstoffbedarf. Für die Untersuchungen stehen Geräte und Chemikalien in angemessener Qualität von verschiedenen Anbietern zur Verfügung.

## Probenahme
Die Art der Probenahme von Wasser richtet sich in der Regel nach den Anforderungen an die Probe, ist also von den zu bestimmenden Parametern abhängig. Einige von ihnen müssen noch während oder zumindest unmittelbar nach der Probenahme ermittelt werden, da sich die Werte im Lauf der Aufbewahrung ändern würden. Dazu zählen unter anderem Temperatur und pH-Wert, der Sauerstoffgehalt, aber auch Geruch, Trübung und ähnliches. Bei Quellwässern dürfen aufgewühltes Sediment, aber auch an der Oberfläche schwimmende Partikel nicht in das Probengefäß gelangen. Gleichzeitig sollte es vermieden werden, den Quellwasserspiegel anzustauen oder abzusenken.
Als Gefäße dienen saubere farblose Glas- oder Polyethylenflaschen, die vor der Analyse mehrmals mit dem zu untersuchenden Wasser durchgespült werden sollen. Für den Transport werden die Flaschen mit Stopfen oder Schraubverschlüssen des gleichen Materials verschlossen. Sollen auch organische Belastungen wie beispielsweise PAK (polycyclische aromatische Kohlenwasserstoffe) untersucht werden, eignen sich auch Metallgefäße, wobei chemische Reaktionen zwischen Flasche und Wasserprobe auszuschließen sind.
Die Entnahme der Probe beginnt erst, wenn das Wasser nicht mehr von äußeren Einflüssen beeinträchtigt wird, also als repräsentativ für den zu untersuchenden Wasserkörper angesehen werden kann. Im Allgemeinen ist dieser Zustand erreicht, wenn die elektrische Leitfähigkeit konstant ist.
In Bereichen der Trinkwasseranalytik werden zur Ermittlung der Schwermetallbelastungen sogenannte Stagnationsproben genommen. Hier wird die Leitung zunächst etwa 5 Min. (bis zur Temperaturkonstanz) bei aufgedrehtem Wasserhahn gespült und eine erste 1-Liter-Fraktion als sogenannte S0-Probe entnommen. Die Analyse dieser Probe ermöglicht eine Beurteilung der vom Trinkwasserversorger angelieferten Wasserqualität. Daraufhin wird der Hahn geschlossen und es erfolgt keine weitere Entnahme von Wasser, idealerweise im gesamten Gebäude. Nach einer Wartezeit von durchschnittlich 4 Stunden (Stagnation) werden direkt nacheinander zwei weitere Ein-Liter-Proben entnommen. Die erste Fraktion (S1-Probe) gibt bei der Analyse Auskunft über die durch die Armaturen freigesetzten Schwermetalle. Hier finden sich im Regelfall erhöhte Nickel- und Blei-Konzentrationen. Bei der folgenden zweiten 1L-Fraktion (S2-Probe) wird der Inhalt auf Schwermetalle untersucht, welche durch die Wasserrohre der Hausinstallation ins Trinkwasser abgegeben werden. Durch die Stagnation hat das Wasser die Gelegenheit mit den Metallen zu reagieren. Die Konzentration der Schwermetalle gibt hierbei Auskunft über den Korrosionszustand und Materialeigenschaften der verwendeten Armaturen und Rohre. Durch dieses Verfahren kann beispielsweise geprüft werden, ob Bleiinstallationen verlegt sind, ohne dabei Wandöffnungen oder Kellerbesichtigungen durchführen zu müssen.

## Feldanalyse
Vor Ort werden organoleptische sowie physikochemische Parameter bestimmt. Zur Organoleptik zählen Geruch, Färbung, Trübung, Bodensatz und bei Proben mit Trinkwasserqualität der Geschmack. Die physikochemischen Parameter Wassertemperatur, pH-Wert, Sauerstoffgehalt und Redoxpotential sowie die Gesamtgassättigung können nur in situ korrekt gemessen werden, da sie nicht nur von den Inhaltsstoffen der Probe, sondern auch von der Umgebung abhängen. Wenn es also irgend möglich ist, sollten diese Werte am Ort zur Zeit der Probenahme ermittelt werden. Neben diesen Parametern muss auch die Bestimmung der Kohlensäure möglichst bald nach der Probenahme erfolgen (vor allem die dazu nötige pH-Messung).

## Wassertemperatur, elektrische Leitfähigkeit und pH-Wert
Diese drei Parameter werden beispielsweise mit Hilfe eines Multimeters ermittelt. Dazu werden an dem Gerät die entsprechenden Messfühler angebracht und vor der Messung gegebenenfalls kalibriert.
Die elektrische oder spezifische Leitfähigkeit gibt an, wie viel Strom in einer Lösung durch Anionen und Kationen transportiert wird, ist also ein Maß für die im Wasser gelösten Ionen. Die Messung erfolgt mittels eines Leitfähigkeitsmessgerätes und wird in der Einheit µS/cm angegeben. Als Faustformel kann man sagen, dass 90 µS/cm (bei 25 °C) einer Carbonathärte von 1 mval/L (2,8 °dH) entspricht, wobei in der Regel ca. 80±60 µS/cm auf andere Ionen zurückgehen. Ansonsten ist der gemessene Wert ein Maß für die Belastung mit gelösten Salzen. Für Oberflächengewässer gilt häufig ein Wert zwischen 500 und 1000 µS/cm. Höhere Werte deuten auf eine übermäßige Belastung (z. B. von Natriumchlorid) hin.
Der pH-Wert ist definiert als der negative dekadische Logarithmus der Aktivität (in mol/L) von H+-Ionen und ist ein Maß für den sauren oder alkalischen Charakter von Lösungen. Wird der pH-Wert elektrometrisch bestimmt, heißt das, dass mittels einer Einstabmesskette eines pH-Meters eine Potentialdifferenz gemessen und daraus automatisch der pH-Wert berechnet wird. Vor der Messung muss das Gerät mittels Pufferlösungen definierter pH-Werte (z. B. 4, 7, 9) kalibriert werden. Der pH-Wert sollte in natürlichen Gewässern um 7 liegen. Kleinere Werte (z. B. zwischen 3 und 6) deuten auf eine Belastung mit Säuren, größere Werte (über 8) auf eine Belastung mit Basen hin.

## Analytik von Chlorid-Ionen
Normale Oberflächengewässer und Grundwasser enthalten 10–30 mg Cl−/L. Der Wert kann aber in der Nähe von Küsten wesentlich größer sein. Auch in der Nähe von Salzlagerstätten kann der Chloridgehalt stark erhöht sein. Ebenso können durch die Kaliindustrie die dort anfallenden Abwässer und damit die Flüsse einen höheren Chloridgehalt aufweisen.
Ein Chloridgehalt größer als 250 mg Cl−/L verleiht dem Wasser einen salzartigen Geschmack. Die Grenze für die Genießbarkeit liegt bei etwa 400 mg Cl−/L, wobei dieser Gehalt jedoch physiologisch unbedenklich ist. Ein hoher Chloridgehalt fördert außerdem die Korrosion von eisernen Rohren und Armaturen. Für Brauchwasser ist hierbei an eine Entsalzung zu denken.
In der Regel ist der Chloridgehalt auf Natriumchlorid zurückzuführen. 400 mg Cl−/L entsprechen dabei etwa 660 mg/L gelöstem Natriumchlorid.
Die Bestimmung der Chlorid-Ionen kann titrimetrisch nach der Methode der Argentometrie erfolgen.

Für geringe Chloridmengen kommt die Quecksilber(II)-nitrat-Methode in Frage:
Hierbei wird die Wasserprobe mit einer Hg(NO3)2-Lösung der Konzentration 0,01 mol/L und dem Indikator Diphenylcarbazon titriert. Es bildet sich dabei mit den Chlorid-Ionen undissoziiertes Quecksilber(II)-chlorid. Am Endpunkt der Titration reagiert der Indikator mit überschüssigen Hg2+-Ionen aus der Hg(NO3)2-Lösung zu einer violett gefärbten Komplexverbindung.

## Analytik von Sulfat
Normale Wässer weisen einen Sulfatgehalt von bis zu 50 mg SO42−/L auf. In bestimmten Gebieten (z. B. Braunkohlengebieten) kann der Sulfatgehalt wesentlich höher sein. Ebenso können verunreinigte Gewässer einen deutlich höheren Sulfatgehalt aufweisen.
Der Sulfatgehalt hat im Wesentlichen seine Ursache in gelöstem Gips. Sulfatreiches Wasser ist für Betonbauten schädlich. Wasser mit einem hohen Sulfatgehalt (größer 250 mg/L), insbesondere bedingt durch Natriumsulfat, wirkt abführend. Sulfat bildet den Hauptbestandteil der Nichtkarbonathärte.
Nach folgender Methode lassen sich Sulfat-Ionen mit einer hinreichenden Genauigkeit bestimmen: Hierbei wird die Trübung nach Versetzen mit Bariumchloridlösung (Fällung von Bariumsulfat) fotometrisch bestimmt. Steht kein Fotometer zur Verfügung, so kann auch eine visuelle Bestimmung, allerdings mit einer größeren Ungenauigkeit, erfolgen. Zum Vergleich fällt man Bariumsulfat aus einer Sulfatlösung mit bekannter Konzentration.
Für Wasser mit einem Sulfatgehalt größer als 100 mg/L bietet sich das gravimetrische Verfahren nach Fällung als Bariumsulfat an.
Titrimetrisch lassen sich Sulfate mit Bariumperchloratlösung und Thorin als Indikator bestimmen: Bei der Titration bildet sich solange Bariumsulfat, wie Sulfat-Ionen vorhanden sind. Am Endpunkt reagiert Thorin mit überschüssigen Barium-Ionen unter Bildung einer rotorangen Komplexverbindung. Zuvor müssen jedoch Metallkationen über einen Ionenaustauscher entfernt werden, weil diese mit Thorin reagieren würden.

## Analytik von Sauerstoff
Oberflächengewässer enthalten Sauerstoff oft bis zur Sättigung (9,2 mg/L bei 20 °C, 14,5 mg/L bei 0 °C). Es kann gelegentlich aber auch durch Planktontätigkeit zur Übersättigung kommen. Andererseits kann der Sauerstoff durch anaerobe Vorgänge abnehmen. Für Fische sollte mindestens ein Sauerstoffgehalt von 5 mg/L vorliegen. Reines Grundwasser ist in der Regel sauerstofffrei.
Die Bestimmung erfolgt nach der Methode von Winkler oder elektrochemisch mit einer Sauerstoffelektrode.

## Analytik von Hydrogencarbonat
Zur Bestimmung des Hydrogencarbonats (HCO3−) muss in der Regel zunächst die Säurekapazität ermittelt werden. Die Säurekapazität (KS4,3 oder Säurebindungsvermögen „SBV“) wird als Verhältnis der Stoffmenge an Hydroniumionen n (H3O+), die eine entsprechende Menge Wasser bis zum Erreichen des pH-Werts aufnehmen kann, zu deren Volumen V(H2O) definiert. Als Einheit wird abweichend von der SI-Einheit [mol/m³] üblicherweise [mmol/L] oder auch als Äquivalentmenge [mval/L] gewählt.
Zur Bestimmung der Säurekapazität wird Salzsäure der Konzentration 0,1 mol/L in ein bestimmtes Probenvolumen, meist 100 ml, titriert, nachdem dieses mit wenigen Tropfen Cooper-Indikator versetzt wurde. Der Farbumschlag von stahlblau nach sonnengelb tritt beim Erreichen des geforderten pH-Werts von 4,3 ein.
Herkömmlich wird als Indikator Methylorange verwendet, das ebenfalls bei pH 4,3 umschlägt. Deshalb wurde diese Säurekapazität auch als „m-Wert“ bezeichnet. Sofern der Gehalt an Kationen der Erdalkalimetalle, also die Gesamthärte größer ist als dieser Wert, entspricht die so ermittelte Säurekapazität der Karbonathärte und wird mit dem Faktor 2,8 von mval/L in „Grad deutscher Härte“ (°dH) umgerechnet.
Die Berechnung der Säurekapazität erfolgt nach der Formel
KS4,3 [mol/L] = V(Salzsäure)[ml] · c(Salzsäure)[mol/L] / Probenvolumen[ml]
Aus der verbrauchten Menge Salzsäure wird im Anschluss die Konzentration von Hydrogencarbonat berechnet. Hierzu muss erst derjenige Salzsäurebetrag abgezogen werden, der für den pH-Wert 4,3 verantwortlich ist, nämlich 0,05 mmol/L. Zur Berechnung dient die Formel
HCO3−= ( KS4,3 – 0,05 mmol/L ) · 61,017 g/mol
wobei 61,017 g/mol die molare Masse von Hydrogencarbonat (HCO3−) ist.
Alternativ kann die Konzentration des Hydrogencarbonats aber auch durch Ionen-HPLC oder durch Kapillarelektrophorese ermittelt werden.

## Analytik von freier Kohlensäure
Die Bestimmung der gesamten freien Kohlensäure (CO2) einer Wasserprobe erfolgt durch Titration bis zu einem pH-Wert von 8,2[KB8.2] (Bestimmung der Basekapazität), der beispielsweise durch einen Farbumschlag von Phenolphthalein von farblos nach rosa sichtbar wird (Diese Indikatormethode ist sehr ungenau; besser: pH-Meter). An diesem Punkt ist die vorher freie Kohlensäure entsprechend dem Dissoziationsgleichgewicht der Kohlensäure völlig in Hydrogenkarbonat (HCO3−) übergeführt.
In der Wassertechnik wird ein positiver bzw. ein negativer p-Wert in mval/L bzw. mmol/L für die Gehalte an Kohlensäure bzw. Carbonat (oder Laugen) angegeben, je nachdem, ob man sich an den pH 8,2 von niedrigeren oder von höheren anfänglichen pH-Werten her (und dementsprechend mit Lauge oder Säure als Titrand) annähern muss. (Das „p“ leitet sich vom Indikator Phenolphthalein her.) Ein negativer p-Wert gibt den Gehalt an freiem CO2 eines Wassers an, während ein positiver p-Wert den Gehalt an Karbonat (oder OH−-Ionen ggf. aus anderen freien Laugen) anzeigt.
Genauer ist die Analyse der meist geringen CO2-Konzentrationen allerdings in der Regel durch eine genaue Bestimmung der Säurekapazität und des pH-Wertes der Wasserprobe, mit anschließender Berechnung des CO2 nach dem Dissoziationsgleichgewicht der Kohlensäure. Dabei sind die Temperatur sowie die elektrische Leitfähigkeit als Repräsentant der Ionenstärke zu berücksichtigen.

## Analytik bei der Aufbereitung von Wasser für technische Zwecke
Im Gegensatz zur Analytik für Trinkwasser sind bei der Aufbereitung von Wasser für technische Zwecke nur einige Parameter für die Beurteilung eines Wassers von Bedeutung. Die Kenntnis von den Gehalten an Spurenelementen im Rohwasser ist normalerweise unwichtig.
Für die Auslegung, Kontrolle und Überwachung technischer Anlagen zur Entsäuerung, Entkarbonisierung, Enthärtung oder Teil- und Vollentsalzung werden nur die Werte für die verschiedenen positiven und negativen m- und p-Werte (benannt nach dem verwendeten Indikator Methylrot/Methylorange und Phenolphthalein), der Gesamthärte, des Gehaltes an Siliciumdioxid (SiO2) und der Oxidierbarkeit (Kaliumpermanganat-Verbrauch) des Wassers benötigt.
Hinweis: In der Technik wird überwiegend noch die Einheit mval/L statt mmol/L verwendet, da hierdurch auf die genaue Kenntnis der Wertigkeit der Ionen verzichtet werden kann. Die m- und p-Werte werden deshalb häufig in mval/L angegeben. Bei der Summenbildung von Ionen muss dann aber entweder nur mit mval/L oder mit mmol/L gerechnet werden.
In der nachfolgenden Tabelle sind nähere Angaben zu den einzelnen Werten, deren jeweiliger Bedeutung, Berechnung und eines der üblicherweise angewendeten Analyseverfahren aufgelistet:
| Analysenwert/ Ionengruppe | Art der Ionen in der Wasserprobe                                        | 1. Dimension 2. Berechnung                                               | eines der üblichen Analysenverfahren                                                                                                   |
| ------------------------- | ----------------------------------------------------------------------- | ------------------------------------------------------------------------ | --- |
| + m-Wert                  | - gibt den Gehalt der Carbonathärte an                                  | - mval/L oder mmol/L - wird direkt gemessen                              | - Analytik von HCO3 und - Analytik von CO2                                                                                             |
| − p-Wert                  | - gibt den Gehalt an freiem Kohlenstoffdioxid an                        | - mval/L oder mmol/L - wird direkt gemessen                              | - Analytik von CO2 |
| Nichtkarbonathärte        | - Aufteilung Gesamthärte in Nicht- und in Carbonathärte                 | - mval/L oder mmol/L - Gesamthärte minus + m-Wert                        | - Gesamthärte (Summe Calcium- und Magnesiumionen) wird mit EDTA bestimmt - + m-Wert siehe oben                                         |
| − m-Wert                  | - gibt die Summe des Gehaltes an stark sauren Anionen (Cl, SO4, NO3) an | - mval/L oder mmol/L - durch Addition der Werte der stark sauren Anionen | - falls nicht berechnet über Bestimmung des − m-Wertes von einer Wasserprobe, die über stark sauren Kationenaustauscher geleitet wurde |
| Natrium und Kalium        | - Ermittlung der Summe der Alkalien                                     | - mval/L oder mmol/L - (− m-Wert plus + m-Wert) minus Gesamthärte        | - falls nicht berechnet über direkte Bestimmung mit Flammphotometer                                                                    |
| KMnO4-Wert                | - gibt den Gehalt der org. Substanzen an (beispielsweise Huminsäuren)   | - mg KMnO4/L - wird direkt gemessen                                      | - Kochen der Wasserprobe mit Kaliumpermanganat, Näheres hierzu unter Manganometrie.                                                    |
| SiO2-Wert                 | - gibt den Gehalt von Verbindungen der Kieselsäure als SiO2 an          | - mg/L - wird direkt gemessen                                            | - SiO2 bildet mit Ammoniumheptamolybdat eine gelbe Heteropolysäure, Formel H4[SiO4(Mo3O9)4], die photometrisch ausgewertet wird.       |

Mit den angeführten Werten wird der Gehalt eines natürlichen Wassers für alle unterschiedlichen Inhaltsstoffe erfasst. Der nicht aufgelistete + p-Wert gibt den Gehalt an OH−-Ionen im Wasser an. Dies ist beispielsweise der Überschuss von Calciumhydroxid in einem entcarbonisierten Wasser. Mit Ausnahme von den seltenen weichen Wässern mit einem Natriumhydrogencarbonat-Gehalt, kann dieser Wert aber nur bei chemisch behandelten und nicht in einem natürlichen Wasser auftreten.
Die Gesamtsumme an Kationen und Anionen im jeweiligen Wasser wird mit diesen Werten wie folgt berechnet:
- Summe der Kationen = + m-Wert plus − m-Wert
- Summe der Anionen = + m-Wert plus − p-Wert plus − m-Wert plus SiO2-Gehalt

Für die Auslegung und Betriebsüberwachung von Teil- und Vollentsalzungsanlagen werden häufig noch die Gehalte an Karbonaten und schwach sauren Anionen getrennt berechnet. Dies ist mit den vorstehenden Werten ebenfalls möglich.
Die Kenntnis der KMnO4- und SiO2-Gehalte sind für die Auslegung und Wahl der Ionenaustauschharze einer Entsalzungsanlage wichtig.

## Ionenbilanzfehler
Die Ionenbilanz ist die wichtigste Plausibilitätsprüfung der wasserchemischen Analyse. Für Wässer wird im Allgemeinen eine elektrische Neutralität angenommen, so dass in jeder Probe die gleiche Anzahl an positiven wie negativen elektrischen Ladungen auftreten müsste. Um diese zu vergleichen, werden die geladenen Hauptinhaltsstoffe als Ionenäquivalente (in mmol/l, siehe Äquivalentkonzentration) ausgedrückt und nach DIN 38402-62 folgendermaßen verrechnet:
{\displaystyle IBF={\frac {(\sum \mathrm {Kationen} -\mid \sum \mathrm {Anionen} \mid )\cdot 100}{(\sum \mathrm {Kationen} +\mid \sum \mathrm {Anionen} \mid )\cdot 0,5}}}
Der Ionenbilanzfehler wird in Prozent ausgegeben und entspricht der relativen Abweichung bezogen auf den Mittelwert der Summen der Kationen und Anionen. Zu den betrachteten Hauptinhaltsstoffen zählen für gewöhnlich die Kationen Ca2+, Mg2+, Na+ und K+ sowie die Anionen HCO3, Cl−, SO42− und NO3−.
Die maximal zulässige Abweichung beträgt üblicherweise 5 %, allerdings werden bei geringen Kationen- bzw. Anionensummen (unter 1 mmol/l) auch schon Analysen mit Abweichung ≤ 0,1 mmol/l als ausreichend genau angesehen.